# 克里斯季娜·波格拉尼奇娜
克里斯季娜·亚历山德里芙娜·波格拉尼奇娜（烏克蘭語：Христина Олександрівна Погранична，2003年5月13日—），乌克兰艺术体操运动员，2018年夏季青年奥运会个人全能银牌得主、2021年世界大运会圈操、带操金牌得主和个人全能银牌得主。